# Burin-Halbinsel
Die Halbinsel von Burin (englisch Burin Peninsula) ist eine Halbinsel im Südosten der zur kanadischen Provinz Neufundland und Labrador gehörenden Insel Neufundland.
Die Halbinsel hat eine Länge von 140 km und eine mittlere Breite von 25 km. Nordwestlich der Halbinsel befindet sich die Fortune Bay, östlich die Placentia Bay. Hauptorte sind Marystown, Grand Bank und Fortune. Die Halbinsel befindet sich in der Census Division No. 2. Die Route 210 bildet die Hauptstraßenverbindung von der Halbinsel zum Trans-Canada Highway. Im Sommer verkehrt von Fortune eine Fähre zu den vor der Küste gelegenen französischen Inseln Saint-Pierre und Miquelon.
Im Jahre 1929 trat im Gebiet der Neufundlandbänke (Grand Banks) am Kontinentalplattenabbruch am Rande der alten laurentischen Platte (siehe Laurentia, Terrane, Plattentektonik) ein Seebeben der Magnitude 7,2 auf, welches noch in Neuschottland bemerkbar war.  Es wurde spekuliert, dieses Beben sei durch das Anheben der einst vom Glazialeis niedergedrückten Erdkruste entstanden. Die Burin-Halbinsel wurde von einem Tsunami getroffen, der 28 Opfer (in anderen Angaben 51 Opfer) forderte, somit das bislang schwerste Erdbeben in der kanadischen Geschichte (Neufundland war damals noch ein eigenständiger Staat).